# Манастир Рујан
Манастир Рујан је обновљени манастир из 15. века. Данас припада Епархији жичкој Српске православне цркве.
Налази се под планином Пониквама, на реци Биоски (тј. Ђетињи). Смештен је у атару села Врутци, код Ужица, на десној обали истоименог језера. Манастирски храм посвећен је светом Великомученику Георгију. Порекло имена Рујан је од биљке руј, која расте у долини реке Ђетиње. По њој је читава област, као и манастир добила име, Рујно.
У порти манастира сахрањен је епископ жички Хризостом Столић (1939—2012).

## Прошлост и значај
Богати манастирски поседи и приходи од "бање" су довели до тога да он доживи процват. Та манастирска бања звала се "Биоштанска Бања". Манастир има посебан значај за српску културу. У њему је настала и радила прва штампарија у Средњовековној Србији. Монах Теодосије, је 1536. и 1537. године, штампао чувено Рујанско четворојеванђеље, у импровизованој техници, у дуборезу израђеним словима. Међутим, Турци су убрзо открили штампарију, спалили је, а манастир уништили. Преживели монаси су пребегли у манастир Рачу. Постоји и претпоставка да је манастир пострадао и 1608. године. Манастир су Срби масовно походили до Кочине крајине (1788) да би од тад запустео. Земљиште су присвојили Турци из Биошћа. До 1856. године срез се звао по њему Рујански, као и претходно кнежина тог имена.
По једном запису из 1857. године, од манастирске цркве је остао само камен часне трпезе, а стубови однесени и узидани у зграду медресе (муслиманске средње школе) у Ужицу. По изградњи бране „Врутци” на Ђетињи 1980. године, манастир је потопљен након формирања вештачког језера Врутци.

## Рујанско Четворојеванђеље
Једини потпуни сачуван примерак Рујанског Четворојеванђеља, се налази у Националној библиотеци у Прагу у саставу Шафарикове збирке и има укупно 300 листова. Други, делимично оштећен примерак, са 296 листова се чува у Руској националној библиотеци у Санкт Петербургу. Народна библиотека Србије је поседовала један примерак, али је он уништен у бомбардовању Београда, 1941. године. Само један одломак, од 92 листа се чува у музеју Српске академије наука и уметности.

## Обнова манастира
Манастир је обновљен у периоду од 2004—2006. године, када је освештан 5. маја 2007. године и насељен монасима. Обновљен је у спомен прве српске штампарије. Првобитно манастириште је потопљено и ту се налази водоакумулација (језеро) Врутци. Рујан се сада налази на новој, вишој локацији. Игуман манастира је 2018. године јеромонах Теодосије, а братство чине четири монаха. Као и првобитни храм и нови је посвећен Светом Георгију и обложен црвеним каменом који подсећа на руј, биљку црвене боје. Храм је зидан у стилу базилике.

## Галерија
- Црквена порта и гроб епископа Хризостома